# 印度繪畫

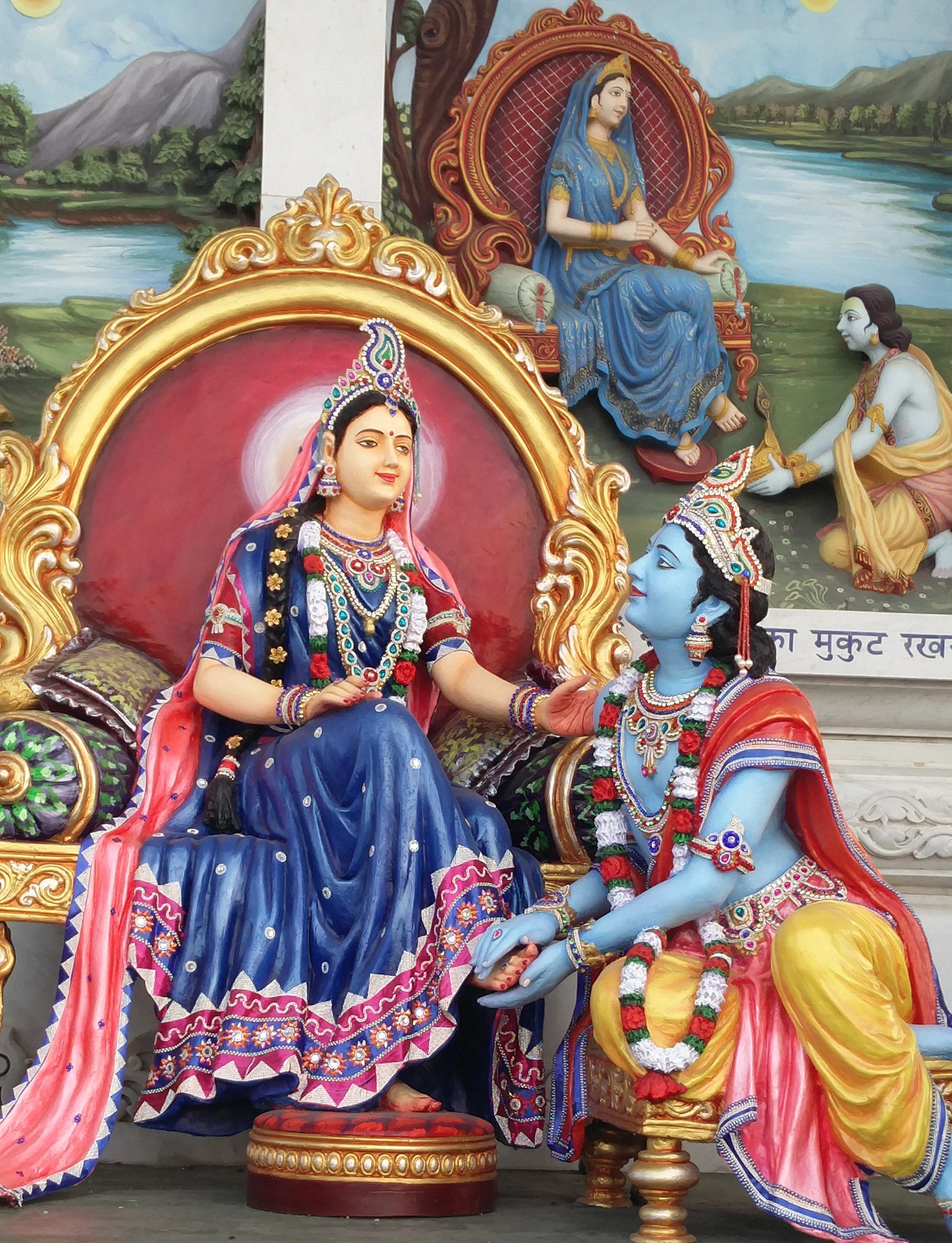
一幅有拉賈斯坦風格的羅陀畫像

印度繪畫在其歷史中圍繞宗教神祇及國王間發展。印度藝術是印度次大陸中不同藝術學派的一個總稱。印度繪畫的種類十分廣泛，例如有埃洛拉石窟的大型濕壁畫、錯綜複雜的莫臥兒微型畫、坦賈武爾學派的金屬裝飾畫。犍陀羅（Gandhar）至塔克西拉（Taxila）的繪畫受到西方伊朗藝術的影響。而有東方特色的繪畫則在那爛陀藝術學派附近發展。那些作品大部分都受到印度神話的不同場景所啟發。

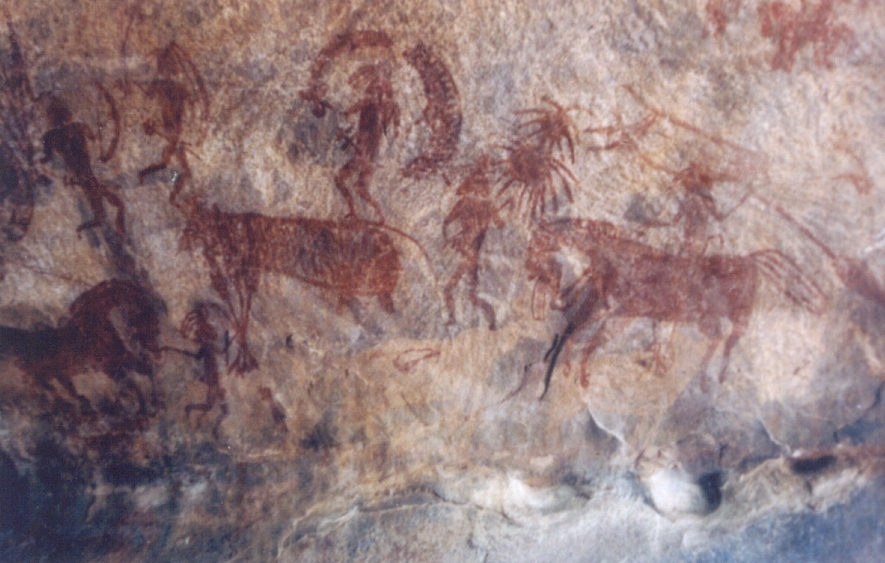
比莫貝卡特石窟的岩石壁畫

## 史前岩石壁畫
最早的印度繪畫為史前時期的岩刻，其發現地點位於比莫貝特卡石窟，部分年代可以追溯至前5500年。它在幾千年間直到7世紀不斷有壁畫完成，當中突出的例子有阿旖陀石窟中雕刻柱上的印度繪畫，它主要由礦物中提煉出來的紅色及橙色顏料組成。印度馬哈拉施特拉邦的阿旖陀石窟為前2世紀的岩雕建筑，在其中收藏了被認為在佛教宗教藝術上及通用圖像藝術上均可被稱為傑作的繪畫及雕刻。

## 六支
在前1世紀，印度的繪畫發展出謝丹伽（sadanga），意即"六支"，說明了印度傳統繪畫的六種法則。3世紀哲學家伐蹉衍那（Vātsyāyana）的著作《欲经》中在13世紀加入的一條註釋列舉了以上六點：
1. 形别（Rupabheda），對於對象外形的認知。
2. 诸量（Pramanam） ，對於對象的大小及結構有正確的認識。
3. 情（Bhava），對於對象外形的感覺。
4. 美（Lavanya Yojanam），加入優雅及藝術性的表現方法去表達對象。
5. 似（Sadrisyam），與對象的相似性。
6. 笔墨（Varnikabhanga），以藝術性的手法使用顏色及畫筆。

從其後出現的佛教繪畫可以看出六支被後期出現的印度畫家採用，並成為他們作品的基本元素。

## 中世紀
中世紀的印度繪畫開始發生幾個重大的轉變，其原因是受到伊朗藝術的影響。在此期間印度繪畫出現了不同的學派，包括：
- 德干小型畫畫派（Deccan School of Miniature Painting），受到波斯及土耳其影響並溶合了當地元素而成。名作有胡塞因·沙黑手稿（Husayan Shahi Manuscript）、拉迦瑪拉（Ragamala）等[5]。
- 岡格拉畫派（Kangra School），由拉傑普特人（Rajput）提倡的帕哈里繪畫（Pahari painting）畫派，並成為帕哈里繪畫的發展中心。當中最著名的主題為黑天與羅陀（Radha）的傳說[6]。
- 莫臥兒畫派（Mughal）
- 拉傑普特畫派（Rajput）

中世紀後期則由有"印度寫實畫之父"之稱的拉加·拉維·維馬（Raja Ravi Verma）所主導。

## 現代
現代的印度繪畫在20世紀出現，並受到歐洲的影響而出現了孟加拉畫派。此時的印度繪畫特色為表現出高度的個人主義，而這時的印度畫家亦人才輩出，有加入了中國及日本風格的阿巴寧德羅納特·泰戈爾（Abanindranath Tagore），與及其他多才多藝的有名畫家如羅賓德拉納德‧泰戈爾（Rabindranath Tagore）、難陀婆藪（Nandalal Bose）、賈米尼·羅（Jamini Roy）等。